# Mauno Kosonen
Mauno Ensio Kosonen, född 1 februari 1943 i Säminge, död 2 oktober 2023 i Helsingfors, var en finländsk geograf. 
Kosonen blev filosofie doktor 1978, biträdande professor i planeringsgeografi vid Helsingfors universitet 1980 och professor i ämnet där 1995. Han blev prorektor vid universitetet 2003. Han har bedrivit forskning om region- och stadsplaneringen i Finland samt bland annat miljökonsekvensbedömningen inom planeringen. Han har publicerat, ensam eller tillsammans med andra, ett tjugotal verk inom planeringsgeografi.